# امرالا
امرالا (به انگلیسی: Amrala) یک منطقهٔ مسکونی در هند است که در اوتار پرادش واقع شده‌است.